# 5824 Inagaki
Az 5824 Inagaki (ideiglenes jelöléssel 1989 YM) a Naprendszer kisbolygóövében található aszteroida. Tsutomu Seki fedezte fel 1989. december 24-én.